# Jun Harada

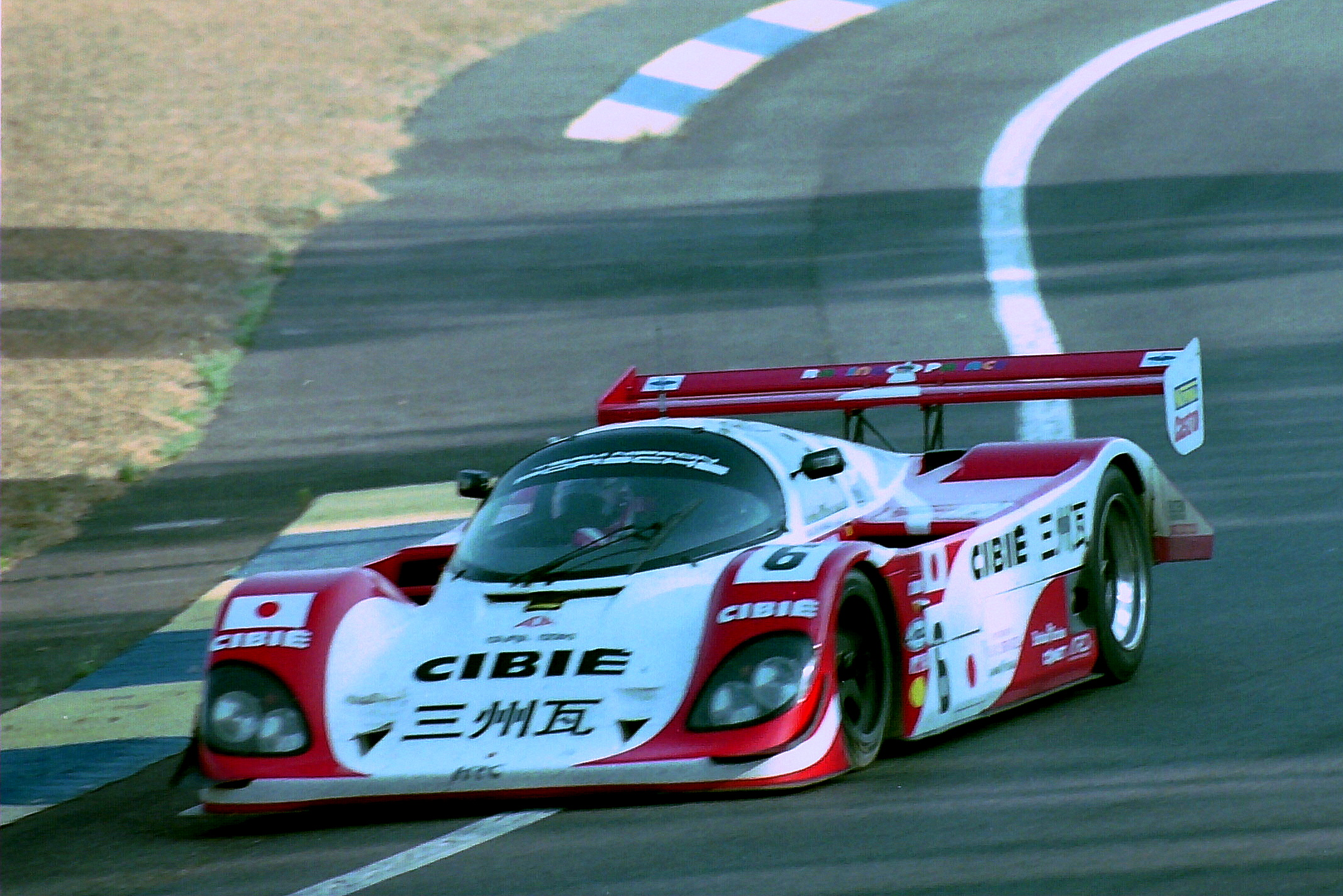
Der von Jun Harada gefahrene Porsche 962C GTI beim 24-Stunden-Rennen von Le Mans 1994

Jun Harada (jap. 原田 純, Harada Jun; * 16. September 1966 in der Präfektur Tokio) ist ein ehemaliger japanischer Autorennfahrer.

## Karriere als Rennfahrer
Jun Harada war in den 1990er-Jahren im Sportwagensport aktiv. Er startete regelmäßig bei 1000-km-Rennen auf dem Suzuka International Racing Course. Seine beste Platzierung bei einem Rennen auf dieser Rennstrecke war der fünfte Gesamtrang auf einem Marcos Mantara LM600 beim 1000-km-Rennen von Suzuka 2000. Dreimal fuhr er das 24-Stunden-Rennen von Le Mans, wo er 1993 im Porsche 911 Carrera RS von Konrad Motorsport den 19. Gesamtrang erreichte. 

## Statistik

### Le-Mans-Ergebnisse
| Jahr | Team                    | Fahrzeug               | Teamkollege      | Teamkollege                | Platzierung     | Ausfallgrund |
| ---- | ----------------------- | ---------------------- | ---------------- | -------------------------- | --------------- | ------------ |
| 1992 | Chamberlain Engineering | Spice SE89C            | Tomiko Yoshikawa | Kenta Shimamura            | nicht klassiert |              |
| 1993 | Konrad Motorsport       | Porsche 911 Carrera RS | Franz Konrad     | Antônio de Azevedo Hermann | Rang 19         |              |
| 1994 | Ada Engineering Ltd.    | Porsche 962C GTI       | Tomiko Yoshikawa | Masahiko Kondō             | nicht klassiert |              |

### Einzelergebnisse in der Sportwagen-Weltmeisterschaft
| Saison | Team                    | Rennwagen   | 1   | 2   | 3   | 4   | 5   | 6   |
| ------ | ----------------------- | ----------- | --- | --- | --- | --- | --- | --- |
| 1992   | Chamberlain Engineering | Spice SE89C | MON | SIL | LEM | DON | SUZ | MAG |
| 1992   | Chamberlain Engineering | Spice SE89C |     |     | DNF |     | 7   |     |